# Otto-Albrecht Neumüller

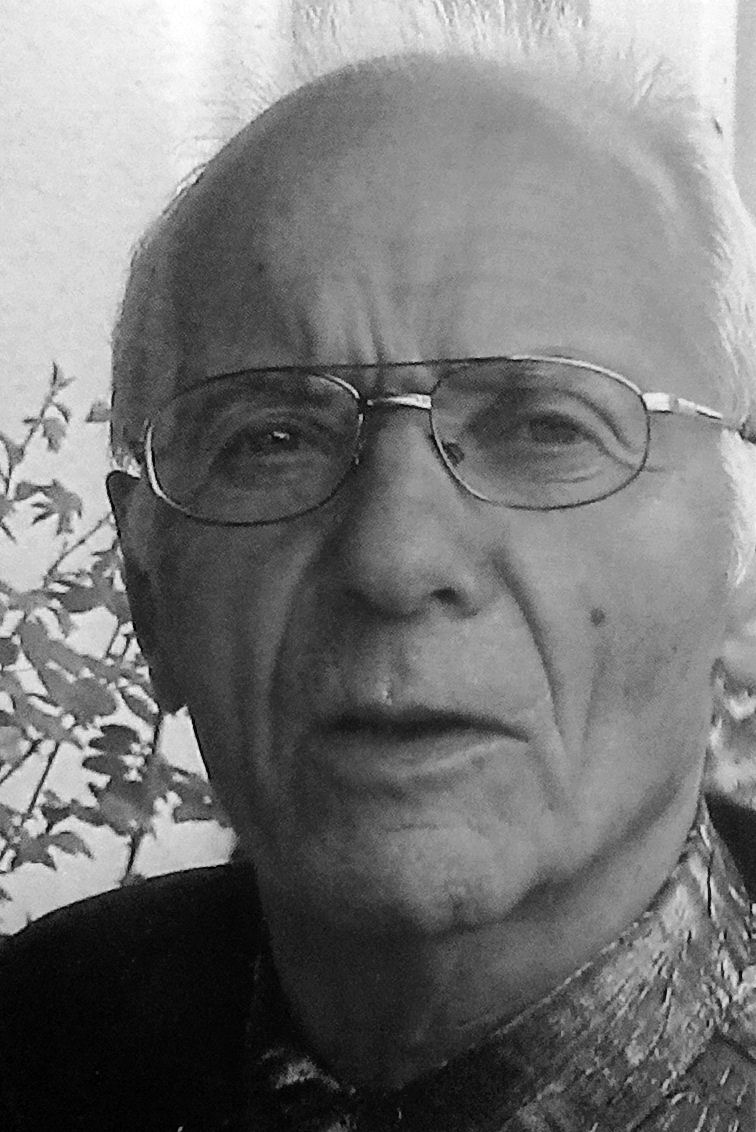
Otto-Albrecht Neumüller (2008)

Otto-Albrecht Neumüller (* 15. Januar 1930 in Jena; † 30. März 2019 in Essen) war ein deutscher Chemiker, bekannt als Herausgeber von Römpp Lexikon Chemie ab der 7. Auflage.
Neumüller kam 1942 nach Kassel und absolvierte dort 1949 das Abitur. Er studierte Chemie an der Universität Göttingen und wurde dort 1969 promoviert (Dissertation: Rationalisierung im chemischen Publikationswesen: automatische Erstellung vollständiger Register aus Manuskripten mittels Lochstreifen-Schreibmaschine und Komputer). Er war Archivar, wissenschaftlicher Mitarbeiter und Bibliothekar am Max-Planck-Institut für Kohlenforschung in Mülheim, bevor er den Römpp betreute. Dort brachte er ab 1973 Computermethoden (Lochkarten) ein, legte umfangreiche Karteikartensysteme an und gab 1977 als Nachfolger von Erhard Ühlein vom Gmelin-Institut die 7. Auflage des Römpp heraus, der damals noch in der Franckh’schen Verlagshandlung in Stuttgart erschien. Dafür erhielt er 1978 den Literaturpreis des Fonds der Chemischen Industrie.
2003 gab er Das Wörterbuch chemischer Fachausdrücke im Dudenverlag, Mannheim, heraus.
Teile seiner Kunstsammlung und der seiner vor ihm verstorbenen Ehefrau Almuth stiftete er dem Kunstmuseum Mülheim an der Ruhr und war wesentlich an der Gründung einer Stiftung zur Unterstützung des Museums beteiligt.